# Chalybion zimmermanni
Chalybion zimmermanni là một loài côn trùng cánh màng trong họ Sphecidae, thuộc chi Chalybion. Loài này được Dahlbom miêu tả khoa học đầu tiên năm 1843.